# Archangelopsis jagoa
Archangelopsis jagoa är en nässeldjursart som beskrevs av Hissmann, Schauer och Grace Odel Pugh 1996. Archangelopsis jagoa ingår i släktet Archangelopsis och familjen Rhodaliidae. Inga underarter finns listade i Catalogue of Life.